# Guiena

A Guiena é frequentemente associada hoje em dia ao ducado hereditário da coroa da Inglaterra no sudoeste da França como definido no tratado de Brétigny (1360).

Guiena (em francês: Guyenne; em occitano: Guiana) é uma antiga província do sudoeste francês. Tinha por capital Bordéus e encontrava-se a noroeste da Gasconha. O termo refere-se depois ao conjunto das posses francesas do Rei da Inglaterra após o tratado de París em 1259. Compreendia Limousin, Périgord, Quercy, Rouergue, Agenês, uma parte de Saintonge e de Gasconha. Seus limites variaram em função das vicissitudes da dominação inglesa.
Hoje em dia este termo não tem nenhuma realidade política nem social.